# Ibotyporanga emekori
Ibotyporanga emekori là một loài nhện trong họ Pholcidae. Loài này được phát hiện ở Brasil.